# 幻術 (電影)
《幻術》，是一部於2019年上映的權謀懸疑電影，改编自2004年三一九槍擊事件。由石峰、竇智孔、周詠訓、陳家逵領銜主演，2019年5月3日於台灣上映。

## 演員列表

### 主要演員
| 演員姓名 | 角色名稱            | 角色介紹 （電影內容描述，非當事人實際情況）                                                                                  |
| 石峰     | 李登輝              | 臺灣省主席、蔣經國的副總統；蔣經國去世後繼任總統，並接任中國國民黨主席。2000年總統任期屆滿卸任。                             |
| 竇智孔   | 宋楚瑜              | 行政院新聞局局長、中國國民黨副秘書長，後當選第一屆臺灣省省長，並於2000年大選出面競選總統，2004與國民黨的連戰搭檔競選副總統。 |
| 周詠訓   | 特勤人員017（阿清） | 負責陳水扁維安任務的特勤幹員，受特勤隊長的指示，槍擊總統陳水扁、副總統呂秀蓮。                                               |
| 陳家逵   | 陳水扁              | 民主進步黨籍，2000年當選第10任中華民國總統，2004年競選連任。                                                                 |

### 其他演員
| 演員姓名 | 角色名稱                    | 角色介紹 （電影內容描述，非當事人實際情況）                                                |
| 林煒     | 特勤隊長                    | 從省主席時期一路跟著李登輝的貼身侍衛官，是李登輝極為信任之人。（角色原型為王燕軍）         |
| 王自強   | 陳義雄                      | 臺南安平人，特勤中心的重點盯哨對象，受阿清脅迫提供土製手槍，並被栽贓為三一九槍擊事件的兇手 |
| 柏瑞德   | 李洁明                      | 美國在台協會台北辦事處處長，後調任美國駐韓大使。                                           |
| 陳幼芳   | 呂秀蓮                      | 陳水扁的副總統                                                                             |
| 張正元   | 邱義仁                      | 陳水扁的總統府秘書長                                                                       |
| 各務孝太 | 年輕時的李登輝 （岩里政男） | 日本殖民統治下的台灣人，二戰期間曾服役於大日本帝國陸軍，戰後歸化為中華民國國籍。           |
| 易哲理   | 曾文惠                      | 李登輝的夫人                                                                               |
| 姚愛甯   | 大巧巧                      | 李登輝的孫女                                                                               |
| 謝瓊煖   | 陳義雄的妻子                |                                                                                            |
| 張國棟   | 蔣經國                      | 中華民國總統                                                                               |
| 田家達   | 蔣孝勇                      | 蔣經國之子，中國國民黨中央委員                                                             |
| 陳柏澄   | 李煥                        | 中國國民黨秘書長                                                                           |
| 陳慶昇   | 俞國華                      | 行政院院長，被李登輝拔官                                                                   |
| 程政鈞   | 郝柏村                      | 參謀總長，後出任行政院院長，被李登輝逼退。                                                 |
| 朱永德   | 劉炳偉                      | 臺灣省議會議長                                                                             |
| 傅傳傑   | 連戰                        | 李登輝的副總統，2000年及2004年代表國民黨出面競選總統，均敗選。                             |
| 王道南   | 蘇志誠                      | 李登輝的總統辦公室主任                                                                     |
| 方芳芳   | 連方瑀                      | 連戰的妻子                                                                                 |
| ?        | 陳萬水                      | 宋楚瑜的妻子                                                                               |
| 劉爾金   | 林洋港                      | 司法院院長                                                                                 |
| ?        | 蔡英文                      | 陸委會主委                                                                                 |

## 外部連結
- 開眼電影網上《幻術 The Shooting of 319》的資料（繁體中文）
- 豆瓣电影上《幻術》的資料 （简体中文）
- 互联网电影数据库（IMDb）上《幻術》的资料（英文）
- 幻術的Facebook專頁